# Свен Гедін
Свен А́ндерс Геді́н (швед. Sven Hedin; *19 лютого 1865, Стокгольм — † 26 листопада 1952, Стокгольм) — шведський географ, топограф, дослідник, фотограф, і письменник, а також ілюстратор власних праць.

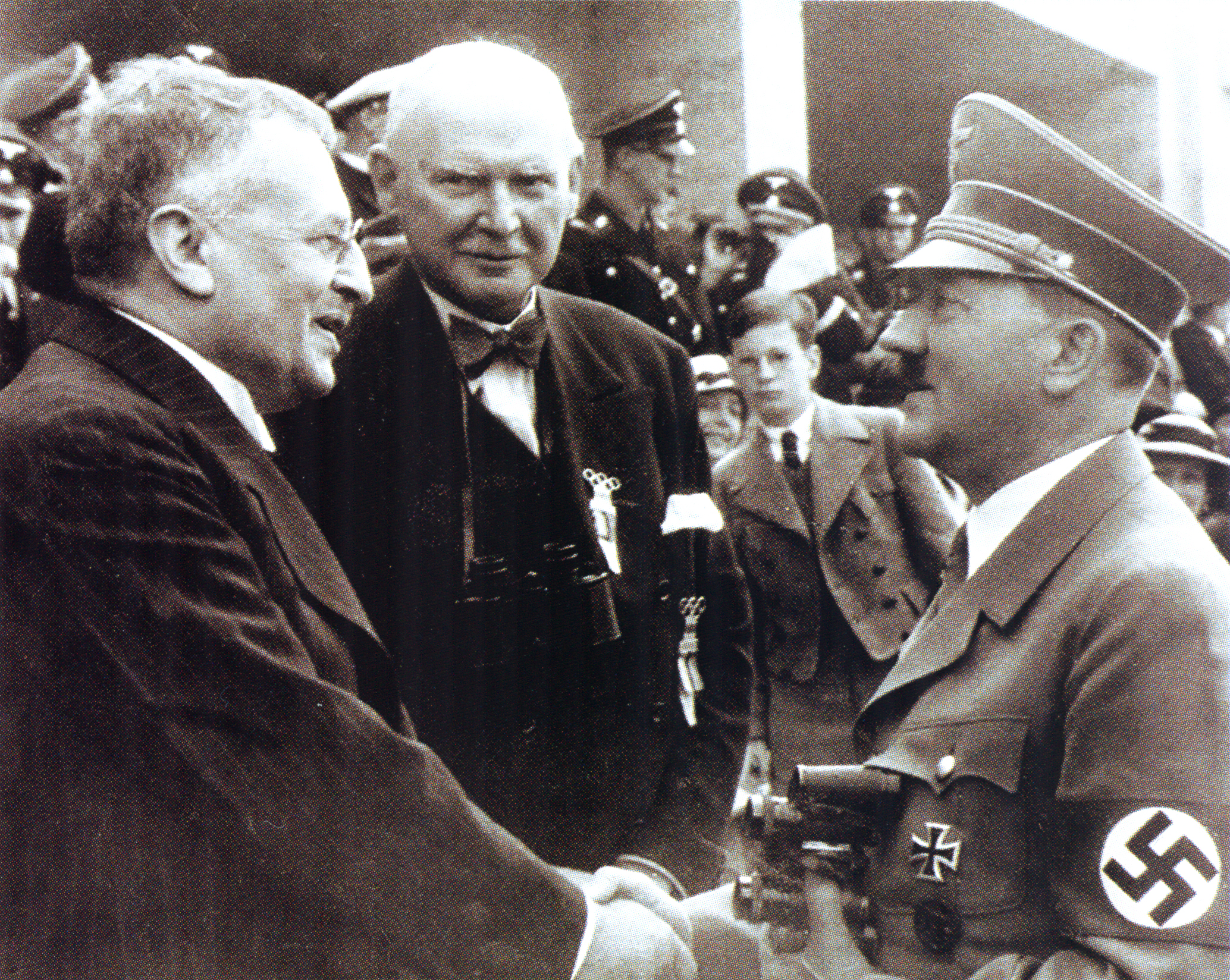
Свен Гедін і Адольф Гітлер, 1936

За чотири експедиції в Центральну Азію він відкрив Трансгімалаї, витоки Брахмапутри, Інду, озеро Лобнор, а також залишки древніх міст, і частину Великого китайського муру в пустелях басейну Тариму.

## Життя і значення
У віці 15 років став свідком тріумфального повернення Адольфа Еріка Норденшельда зі свого першого плавання Північним морським шляхом. Враження від зустрічі дослідника у Стокгольмі визначили подальшу кар'єру Гедіна.
У період між 1894 і 1908 років Гедіном були проведені три сміливих експедицій через гори і пустелі Середньої Азії, він досліджував частину китайського Туркестану (нині Сіньцзян-Уйгурський автономний район) і Тибету, які були до сих пір невивченими. Після повернення у Стокгольм в 1909 році він був прийнятий так само тріумфально, як і А. Е. Норденшельд.
З 1902 року Свен Гедін став і залишається останнім на сьогодні шведом, який, не будучи членом королівської сім'ї, отримав спадковий дворянський титул, (хоча і відмовився від приставки von до прізвища) і відтоді вважався одною з найважливіших особистостей Швеції. Проте, оскільки він так ніколи й не одружився і у нього не було дітей, його спадкова лінія в наш час[коли?] зникла. Будучи членом двох наукових академій, він мав один голос при виборі лауреатів Нобелівської премії з науки та літератури.
Експедиційні нотатки Гедіна заклали підвалини для точного картографування в Центральній Азії. Він був одним з перших європейських наукових дослідників, що використовувати місцевих вчених та наукових співробітників в своїх експедицій. Хоча він був в першу чергу дослідником, він був також першим, хто розкопав руїни стародавніх буддійських міст в Центральній Азії (Буразан та ін.). Разом з тим, оскільки його головний інтерес в археології полягав у знаходженні древніх міст, він був мало зацікавлений у ретельних розкопках.
Невеликої статури і у окулярах, Гедін проявив себе як рішучий дослідник, котрий дивом пережив небезпечних декілька зустрічей зі смертю протягом своєї довгої кар'єри. Його наукова документація та щоденники, ілюстровані його ж фотографіями, акварельні картини й малюнки, пригодницькі історії для молодих читачів, і лекційні тури за кордоном принесли Гедінові світову популярність.
Як признаний експерт з Туркестану і Тибету він міг отримати необмежений доступ до європейських та азійських монархів і політиків, а також їхніх географічних товариств та наукових асоціацій. Вони всі прагнули скористатися його винятковими знаннями про владний вакуум в Центральній Азії за допомогою золотих медалей, діамантів, хрестів, почесних докторантур та розкішних прийомів, а також матеріально-технічною та фінансовою підтримкою експедицій. Король Британії Едвард VII присудив Гедіну лицарське звання і орден командора Індійської імперії (як іноземець, без права мати приставку Сер до імені).

## Мандрівки
Першу мандрівку здійснив, отримавши шкільну освіту. У травні 1885 року супроводжував свого однокашника до Баку, де його батько працював інженером на нафтопромислові. За сім місяців проведених у Баку, Свен Гедін вивчав латину, французьку, німецьку, фарсі, російську, англійську та тюрські мови. Пізніше до цього переліку додались кілька перських діалектів, а також турецька, киргизька, монгольська, тибетська і певною мірою китайська. Влітку 1896 року відплив з Баку через Каспійське море до Персії, де відвідав Тегеран і інші міста, перетнув масив Ельбурс. Повернувся через Кавказ і Чорне море до Стамбула, звідки восени 1896 року повернувся додому.
За два роки захистив кандидатську дисертацію, після чого навчався у Ф. Ф. Ріхтгофена.
Вдруге вирушив до Персії як перекладач та учасник Шведської місії до шаха. Був представлений шаху та супроводжував його у подорожі по масиву Ельбурс. 11 липня 1888 здійснив сходження на вершину Демавенд (5610 м), де збирав матеріали до своєї дисертації. З осені того ж року розпочав подорож Шовковим шляхом і досяг Кашгару та західних кордонів пустелі Такла-Макан. 29 березня 1891 повернувся до Стокгольма.

## Нагороди
- Орден Вази, лицарський хрест з діамантами (Швеція; 1891)
- Орден Полярної зірки (Швеція)
  - лицарський хрест з діамантами
  - командорський хрест 1-го класу з діамантами (30 червня 1902)
  - великий хрест (16 січня 1909)
- Орден Франца Йосифа, великий хрест (Австро-Угорщина)
- Орден Меджида 4-го ступеня (Османська імперія)
- Орден Корони (Пруссія) 2-го класу
- Орден Святої Анни 2-го ступеня (Російська імперія)
- Орден Благородної Бухари 2-го ступеня (Бухарський емірат)
- Почесний доктор філософії університетів Оксфорда (1909), Кембриджа (1909), Уппсали (1935) і Мюнхена (6 січня 1943), а також Берлінського комерційного училища (1931)
- Орден Індійської імперії, лицар-командор (Британська імперія; 9 листопада 1909)
- Почесний доктор права університету Бреслау (1915)
- Почесний доктор медицини Ростоцького університету (1919)
- Орден Святого Йоанна (Швеція), лицар (1921)
- Медаль Котеніуса (1925)
- Німецький Олімпійський знак 1-го класу (Третій Рейх; 1936) — за виступ з промовою на Берлінському олімпійському стадіоні.
- Почесна плакета міста Берлін (1938)
- Орден Заслуг німецького орла, великий хрест (Третій Рейх; 19 лютого 1940)
- Золота медаль Баварської академії наук (15 січня 1943)
- Заснування Інституту Свена Гедіна для внутрішньоазіатських досліджень із штаб-квартирою в замку Міттерзілль (16 січня 1943)
- Орден Білої троянди (Фінляндія), великий хрест
- Орден Данеброг, командор 1-го класу (Данія)
- Орден «За громадянські заслуги» (Болгарія), великий хрест
- Орден Священного скарбу 1-го класу (Японія)
- Орден Блискучого нефриту 1-го класу (Тайвань)
- Орден Лева і Сонця 1-го ступеня (Іран)
- Орден Корони Італії, великий офіцерський хрест
- Золота медаль Шведської академії наук
- Золоті медалі численних наукових товариств
- Член Шведської академії наук
- Член Шведської військової академії наук
- Член Фізіографічного товариства Лунда
- Почесний член Наукового товариства Гетеборга

## Праці
- Genom Persien, Mesopotamien och Kaukasien: reseminnen, 1887
- Genom Khorasan och Turkestan: minnen från en resa i Centralasien 1890 och 1891, 1892-93
- En färd genom Asien 1-2 (В серце Азії), 1898
  - Українське видання: Свен Гедін. Крізь пустинї Азиї. — Львів, НТШ, 1907 1-4 (1. На криші сьвіта 2. В країнї гробової тишини 3. У вітчинї дикого верблюда 4. Найвисша гірска країна на Землї)
  - Німецьке видання: Sven von Hedin. Im Herzen von Asien. Zehntausend Kilometer auf unbekannten Pfaden. — 1903
  - Російське видання: Свенъ Гединъ. Въ Сердцѣ Азіи. Памиръ — Тибетъ — Восточный Туркестанъ. — 1899.
  - Американське видання: Sven Hedin. Through Asia. In Two Volumes. — 1899
- Asien — Tusen mil på okända vägar 1-2, 1903
- Öfver land till Indien 1-2
- Scientific results of a journey in Central Asia 1899—1902, 1-7, 1904-07
- Transhimalaya: upptäckter och äfventyr i Tibet 1-3, 1909-12
- Från pol till pol 1-2 (Від полюса до полюсу), 1911
- Fronten i väster (Фронт на Заході), 1915
- Kriget mot Ryssland (Війна проти Росії), 1915
- Ein Volk in Waffen: den deutschen Soldaten gewidmet (Нація у війні: присвячується німецьким солдатам), 1915
- Southern Tibet: discoveries in former times compared with my own researches in 1906—1908, 1-12, 1915-22
- Till Jerusalem, 1917
  - Українське видання: Свен Гедін. Єрусалим. — Нюрнберґ : Der Burgverlag Nurnberg, б.д. — 120 с.
- Bagdad — Babylon — Ninive, Leipzig, 1918
  - Українське видання: Свен Гедін. Багдад, Вавилон, Ниневія. — Нюрнберґ : Der Burgverlag Nurnberg, б.д. — 128 с.
- En levnadsteckning, 1920
- Jehol — Kejsarstaden, 1931
- Erövringståg i Tibet, 1934
- Stora hästens flykt, 1935
- Tyskland — 60 år, 1939
- Chiang Kai-Shek: marskalk av Kina (Чан Кайши: маршал Китаю), 1939
- Mitt liv som upptäcktsresande, 1-4, 1930
- Det kämpande Tyskland (under medverkan av Sven Hedin), 1941 ()
- History of the expedition in Asia 1927—1935, 1-4, 1943-45
- Utan uppdrag i Berlin, 1949
- Mina hundar i Asien, 1952